# Klášter vizitantek (Faubourg Saint-Jacques)
Klášter vizitantek ve Faubourg Saint-Jacques (francouzsky Couvent de la Visitation du Faubourg Saint-Jacques) je zaniklý ženský klášter řádu Navštívení Panny Marie ve Francii. Klášter byl založen roku 1623, zrušen za Francouzské revoluce a zbořen v roce 1908.

## Umístění
Klášter se nacházel jižně od Paříže na předměstí Saint-Jacques v prostoru dnešní Rue Pierre-et-Marie-Curie v 5. obvodu.

## Historie
Klášter byl založen v roce 1623 a jeho klášterní budovy vznikaly od roku 1632 na místě bývalého paláce Saint-André na základě plánů Françoise Mansarta. Ambit a okrouhlou kapli postavil v roce 1780 architekt Marie-Joseph Peyre (1730–1785). Areál kláštera zahrnoval park, zelinářské zahrady a ovocné sady, která se rozkládaly od domů č. 189–195 v Rue Saint-Jacques až k Rue d'Ulm.
Klášter byl zrušen za Francouzské revoluce a v roce 1797 prodán jako národní majetek. V roce 1806 je získala náboženská komunita Dames de Saint-Michel. Po jejich odchodu v roce 1903 byly budovy v roce 1908 zbořeny a zahrada byla rozparcelována. Vznikla zde Rue Pierre-et-Marie-Curie, ve které vznikly obytné domy a univerzitní budovy. V prostoru bývalé kaple byl v letech 1914–1926 postaven Zeměpisný ústav (Institut de géographie).